# Саф'яни (озеро, Одеський район)
Саф'я́ни — озеро на території Біляївської громади Одеської області, розташоване в дельті Дністра. До озера впадає невелика річка Курудорова, а саме озеро з'єднується кількома протоками і штучним каналом із рукавом Дністра — річкою Турунчук. Неподалік від озера розташоване місто Біляївка.
Наразі озеро переживає катастрофічні екологічні зміни. Низький рівень річки Дунай вплинув на стан місцевих озер. 

## Джерела

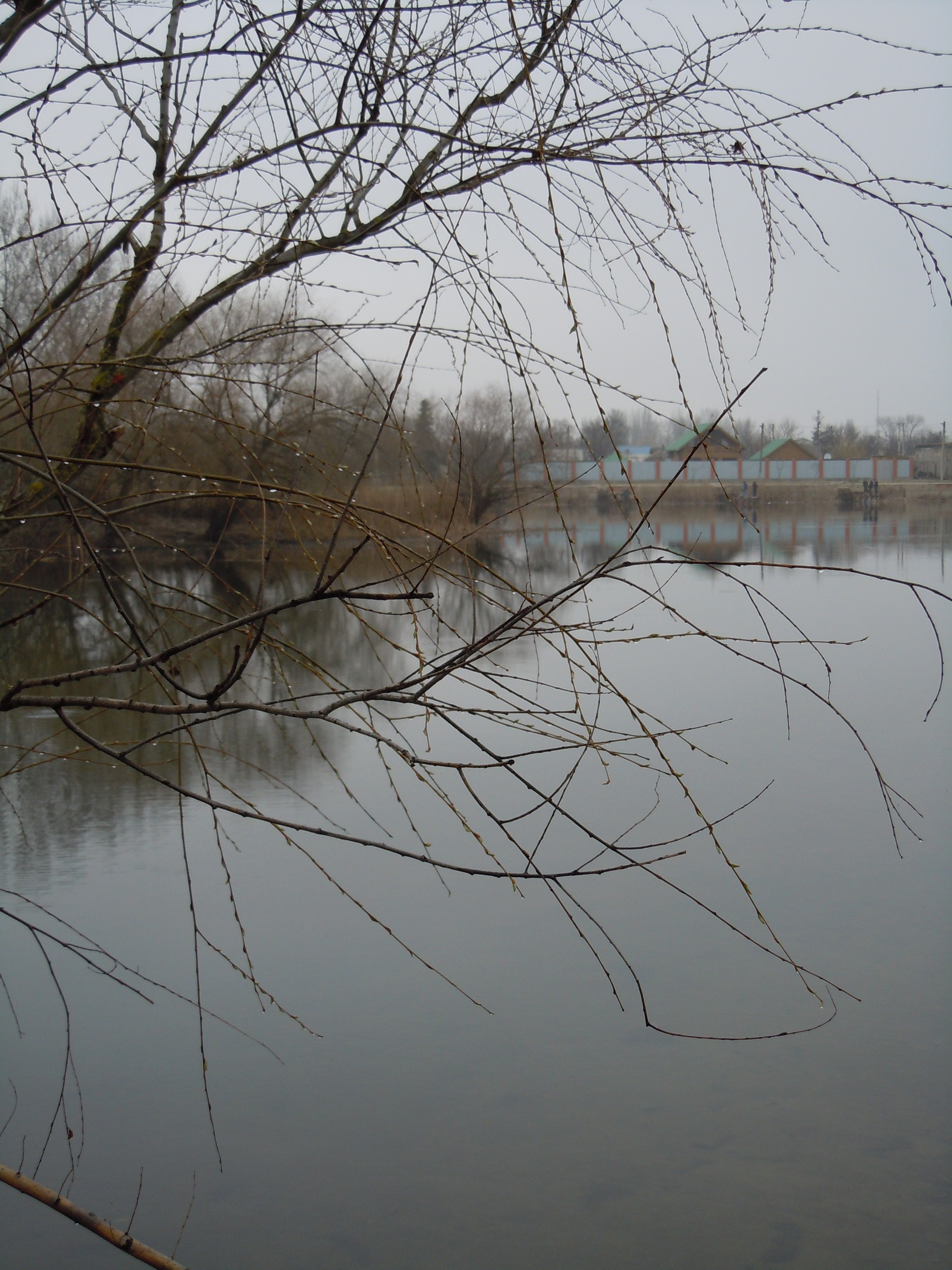
озеро Саф'яни

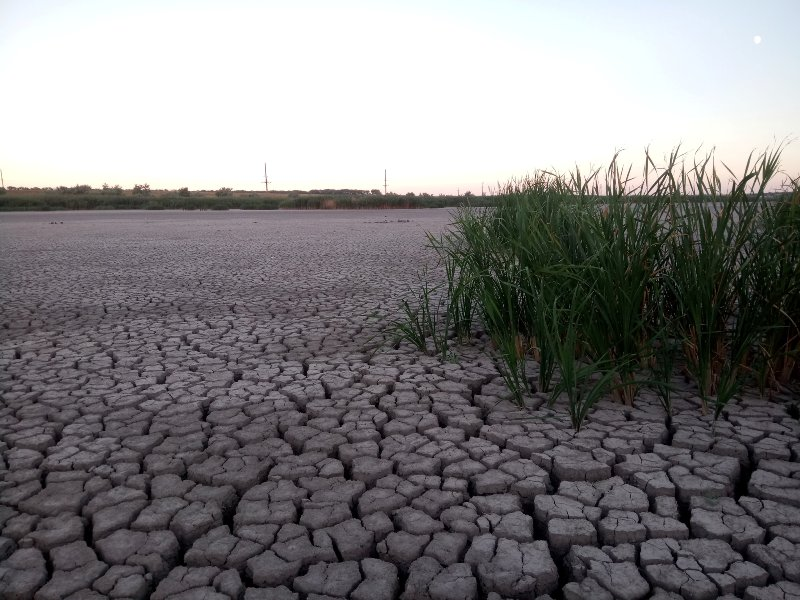
Висохле озеро